# Corps des gardiens de la révolution islamique
Pour les articles homonymes, voir Pasdaran et IRG.
Le corps des gardiens de la révolution islamique (en persan : سپاه پاسداران انقلاب اسلامى, Sepâh-e Pâsdârân-e Enghelâb-e Eslâmi), souvent appelé gardiens de la révolution [CGRI] ou Sepâh-e Pâsdârân — fréquemment abrégé en Pasdaran —, est une organisation paramilitaire de la république islamique d'Iran dépendant directement du Guide suprême de la révolution, le chef de l'État iranien.
Selon la constitution iranienne, alors que l'armée régulière iranienne est chargée de la défense des frontières du pays et du maintien de l'ordre dans le pays, les gardiens de la révolution  constituent une milice chargée de protéger le système de la République islamique.
Les gardiens de la révolution sont très actifs sur la scène politique. On les présente souvent comme plus puissants que le gouvernement officiel de l'Iran, voire comme un véritable État dans l'État,.
Les gardiens de la révolution mènent une répression sanglante contre les manifestations consécutives à la mort de Mahsa Amini.
Depuis le 13 juin 2025, leur commandant en chef est le général Mohammad Pakpour, nommé par le guide suprême de la révolution, l'ayatollah Khamenei.

## Histoire
Le corps des gardiens de la révolution islamique est créé le 22 avril 1979, trois semaines après le référendum qui valide la formation de la république islamique d'Iran.
Plusieurs de ses hauts-commandants ont été assassinés lors d'un attentat-suicide, le 18 octobre 2009, à Zahedan (Sistan-Baloutchistan) revendiqué par le groupe radical sunnite Joundallah,.
Le 23 octobre 2018, le corps des gardiens de la révolution islamique est classé comme organisation terroriste par l'Arabie saoudite et Bahreïn.
Le 8 avril 2019, les États-Unis l'inscrivent sur la liste des organisations considérées comme terroristes par le département d'État des États-Unis,.
Le 19 janvier 2023, le Parlement européen demande au Conseil de l'Union européenne d'inscrire le Corps des gardiens, la force Al-Qods et le Basij sur la liste des organisations terroristes,. Cette résolution du Parlement européen de classer le Corps des gardiens comme organisation terroriste n'est pas reprise par le Conseil de l'Union européenne. Néanmoins 18 personnes et 19 entités sont sanctionnées.
Le 19 juin 2024, le Canada l’inscrit sur sa liste des organisations considérées comme terroristes.

## Description du corps des Pasdaran
Le Sepah-e Pasdaran est séparé de l'armée iranienne régulière et lui est parallèle. Il est très bien équipé avec ses propres marine, armée de l'air et forces terrestres. Le corps est aussi responsable des missiles balistiques sur lesquels l'armée régulière n'a aucun contrôle. Son quartier général se situe sur la base aérienne de Doshan Tappeh, siège également du commandement de l'armée de l'air iranienne.
Des efforts récents ont été faits afin de créer un commandement conjoint entre l'armée régulière et les gardiens de la révolution, mais ils ont été limités par leur nature et n'ont pas eu d'impact significatif.
Le corps des gardiens de la révolution a été fondé par un décret du 5 mai 1979, en tant que force soumise à l'autorité unique du Guide suprême de la révolution, l'ayatollah Khomeini. Il est en fait placé sous l'autorité du Guide de la révolution, actuellement Ali Khamenei. C'est devenu une force armée à part entière pendant la guerre Iran-Irak où l’utilisation de vagues humaines, constituées très souvent d’adolescents inexpérimentés (Basij), contre l’armée irakienne a causé des pertes pour les GRI deux fois supérieures à celles subies par l’armée régulière.
En 2000, on estime que les GRI regroupent 130 000 hommes dans une vingtaine de grandes formations, dont des unités parachutistes, d’opérations spéciales ou d’infanterie de marine.
L'ancien président d'Iran Mahmoud Ahmadinejad, était membre des gardiens de la révolution pendant la guerre Iran-Irak.

## Organisation

### Commandants du corps des gardiens
- 1981 - 19 septembre 1997 : Mohsen Rezaï.
- 19 septembre 1997 - 10 septembre 2007 : Yahya Rahim Safavi
- 10 septembre 2007 - 21 avril 2019 : Mohammad Ali Jafari
- 21 avril 2019 - 13 juin 2025 : Hossein Salami
- depuis le 13 juin 2025 : Mohammad Pakpour

### Composantes
- Force aérospatiale du corps des gardiens de la révolution islamique
- Marine du corps des gardiens de la révolution islamique
- Forces terrestres du corps des gardiens de la révolution islamique
- Force Al-Qods
- Basij

### Département de sécurité et de renseignement extérieurs
Cette structure spécifique des GRI pour les opérations de renseignements et d’actions clandestines gère différents services ou cellules chargées des opérations clandestines dans le monde entier.
Il est responsable des groupes « Al-Qods », cellules des Pasdarans opérant à l’étranger, qui assurent la formation, l’entraînement et parfois, l’encadrement de mouvements islamiques, comme en Bosnie-Herzégovine durant la guerre civile dans ce pays, ou un soutien aux mouvements chiites irakiens dans la guerre en Irak.

### Implantation au Liban
Ce groupe paramilitaire dispose d'un quartier-général opérationnel libanais à Ras al-Aïn (Baalbek). L'une de ses fonctions est de piloter les activités militaires hors d'Iran[réf. nécessaire].
Cinq commandements opérationnels sont situés à Beyrouth-sud, Tyr, Aïn Boussawr, Mlita (Djebel Safi) et Macheghara (Beka'a Ouest). Le chef au Liban est Assadalah Hadji Reza Asgar (« Abou Asager »)[réf. nécessaire].

## Influence sur l'économie iranienne
Les gardiens de la révolution sont le plus grand groupe d'influence économique en Iran. Entre autres, ils contrôlent des ports et aéroports sur lesquels passent des marchandises non déclarées, notamment le port de conteneurs de Bandar Abbas. Ils détiennent ou contrôlent des entreprises dans le secteur du bâtiment, de la construction navale et des télécommunications.
Entreprises détenues ou sous contrôle des gardiens de la révolution :
- Khatam ol-Anbia (grand holding, aussi « Khatam ol Anbia Gharargah Sazandegi Nooh » - BTP, secteur militaire)
- Oriental Oil Kish
- Ghorb Nooh
- Sahel Consultant Engineering
- Ghorb-e Karbala
- Sepasad Engineering Co
- Omran Sahel
- Hara Company
- Gharargahe Sazandegi Ghaem
- SADRA (construction navale)
- Telecommunication Company of Iran (TCI) (50 %, depuis oct. 2009)
- Islamic Republic of Iran Broadcasting : Chaîne publique nationale iranienne dirigée de 2004 à 2014 par Ezzatollah Zarghami, précédemment membre du Corps[18]

## Sanctions
Une partie des entreprises liées au Pasdaran, notamment Khatam ol-Anbia, est inscrite sur la liste des organismes sanctionnés par les États-Unis et l'Union européenne.
En décembre 2022, plusieurs responsables locaux du Corps sont sanctionnés par l'Union européenne pour leurs activités pendant la répression des manifestations consécutives à la mort de Mahsa Amini. L'UE accuse ces différents commandants d'être responsables de violations des droits humains en ayant utilisé la force de manière disproportionnée.
Le 13 septembre 2024, un groupe de sénateurs français dépose au Sénat un texte proposant d'inscrire le CGRI comme organisation terroriste comme l'ont fait auparavant les États-Unis (15 avril 2019) et le Canada (19 juin 2024). Début 2023, le Parlement a voté une résolution demandant aux institutions européennes de faire de même.